# Pandi
För andra betydelser, se Pandi (olika betydelser).
Pandi (Bayan ng Pandi) är en kommun i Filippinerna. Kommunen ligger på ön Luzon, och tillhör provinsen Bulacan. Folkmängden uppgår till 48 088 invånare.
Pandi är indelat i 19 barangayer.

## Bildgalleri

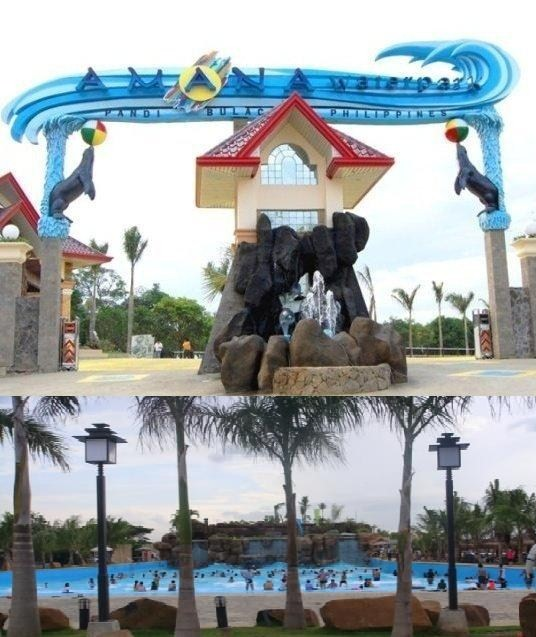
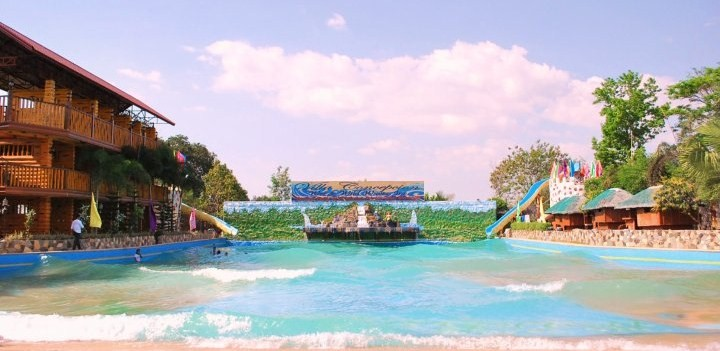